# 三峠站
三峠站（日语：／ Mitsutōge eki */?）是位於日本山梨縣都留市，屬於富士急行大月線的車站。車站編號為FJ10。

## 歷史
- 1903年（明治36年）6月12日：都留馬車鐵道小沼站開業。
- 1903年（明治36年）8月14日：富士馬車鐵道小沼站開業。
- 1919年（大正8年）：都留馬車鐵道改名都留電氣鐵道。
- 1920年（大正9年）：富士馬車鐵道改名為富士電氣軌道。
- 1921年（大正10年）：都留電氣鐵道小沼－金鳥居上（後來的富士吉田站、現時富士山站）間電氣化，讓渡予富士電氣軌道。
- 1928年（昭和3年）1月：讓渡予富士山麓電氣鐵道。
- 1943年（昭和18年）9月20日：站名改為三峠站。
- 1960年（昭和35年）5月30日：公司名改為富士急行。
- 2023年10月，三峠站進行部分站體的整建工程，並於2024年4月完工[1]。同年的5月1日，該站舉行新站房的落成典禮並開始使用[1][2][3][4]。

## 車站結構
此站為島式月台1面2線的地面車站。

### 月台配置
| 月台 | 路線        | 方向 | 目的地                             |
| ---- | ----------- | ---- | ---------------------------------- |
| 1、2 | ■富士急行線 | 下行 | 富士山、富士急高原樂園、河口湖方向 |
| 1、2 | ■富士急行線 | 上行 | 大月、東京、甲府方向               |

## 使用情況
2013年度（平成25年度）1日平均上下車人次為519人。

## 相鄰車站
富士急行
■大月線
東桂（FJ10）－三峠（FJ11）－壽（FJ12）

## 外部連結
- 三峠站（页面存档备份，存于） - 富士急行